# Zmajeve dečje igre
Die Zmajeve dečje igre (sinngemäß: Zmajs Kinderspiele) sind ein Festival für Kinderliteratur, das zum ersten Mal am 21. Juni 1958 in Sremska Kamenica in Serbien stattfand. Es ist benannt nach Jovan Jovanović Zmaj, einem bekannten Kinderbuchautor, der im 19. Jahrhundert in Sremska Kamenica lebte.
Bis 1969 waren die “Zmajeve dečje igre” lediglich eine Veranstaltung, danach waren sie eine ständige Kultureinrichtung, die 2011 im Internationalen Zentrum für Kinder- und Jugendliteratur aufging.
Die „Zmajeve dečje igre“ geben Kindern die Möglichkeit eigener künstlerischer Aktivitäten. Darüber hinaus bringen sie Kunstschaffende aus allen Bereichen zusammen: Schriftsteller, Illustratoren, Kritiker, Journalisten, Verlage, Theater und bildende Künstler, Designer, Musiker, Multimedia-Künstler.
Neben dem Dokumentationszentrum, dem Verlag und einer Fachzeitschrift “Detinjstvo” (Kindheit), die sich mit der Theorie der Literatur für Kinder beschäftigt, sind die wichtigsten Projekte der “Zmajeve dečje igre” zwei Veranstaltungsreihen: “Junski programi” (Juni-Programme) und “Decembarski Zmajdani” (Zmaj-Tage im Dezember).
Die Juni-Programme, die von Anfang an stattfanden, sind heute das wohl älteste Festival für Kinder in Europa, in dem alle Aspekte des künstlerischen Schaffens für Kinder und Jugendliche präsentiert werden. An diesem fünftägigen Festival mit inzwischen mehr als hundert Einzelveranstaltungen wie literarische Begegnungen, Lesungen, Diskussionen über Kinderliteratur, Ausstellungen, Theater- und Musikaufführungen und Workshops nehmen mehrere Tausend Kinder und zahlreiche Künstler aus dem In- und Ausland teil.
Bei den “Decembarski Zmajdani” handelt es sich um mehrtägige multimediale Veranstaltungen, die im Jahr 1993 anlässlich des 160. Geburtstages von Jovan Jovanović Zmaj zum ersten Mal stattfanden. In dieser Veranstaltungsreihe wird der Geburtstag von Jovan Jovanović Zmaj in einem Festakt begangen. Es gibt zahlreiche Theatervorstellungen für Kinder, Lesungen zeitgenössischer Kinderliteratur und vieles andere. Außerdem wird ein Preis für den besten Kinderroman des Jahres verliehen.